# Elbit Systems

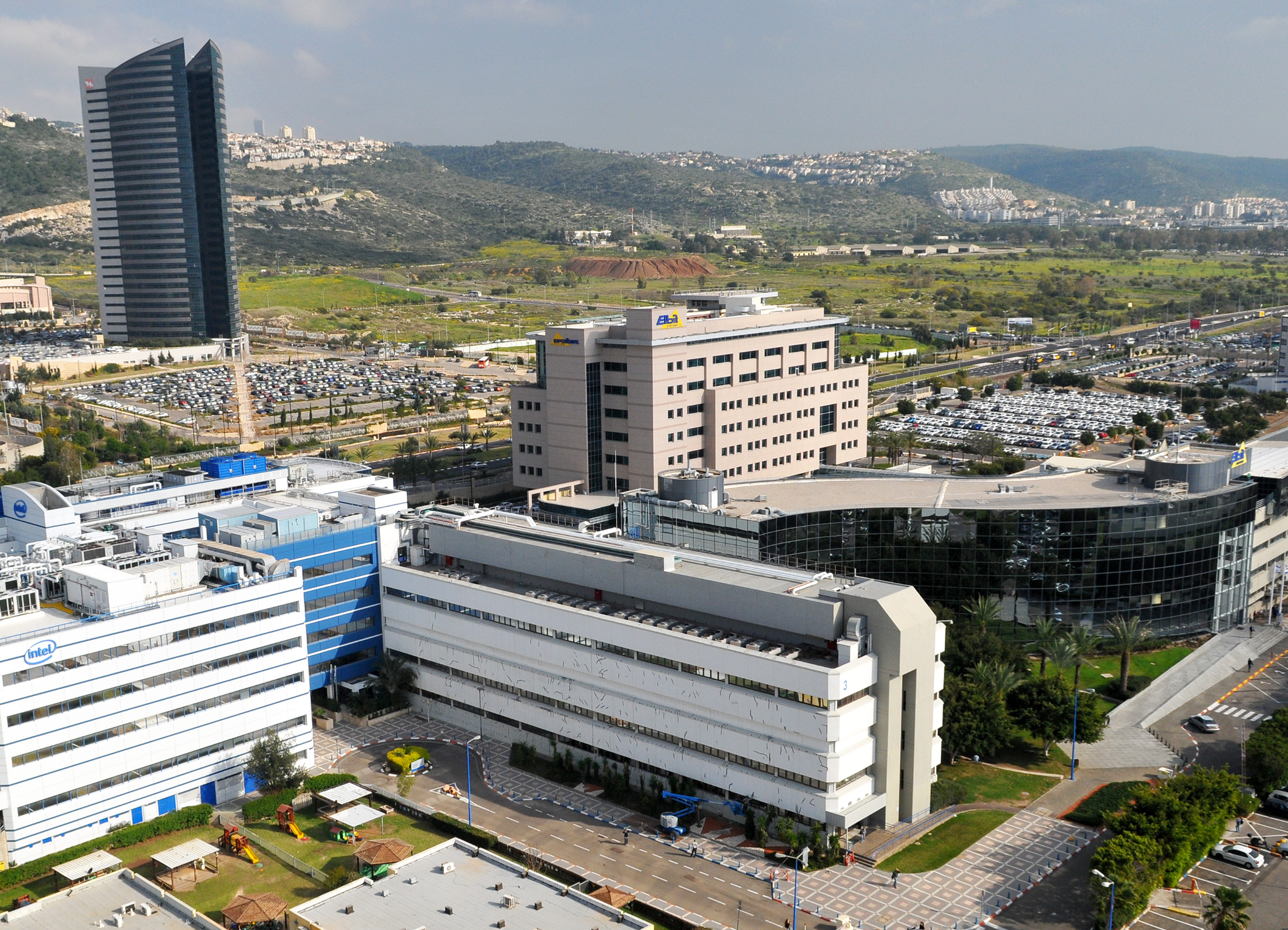

Elbit Systems jest jednym z największych producentów elektroniki obronnej i robotów bezzałogowych. Założony w 1967 roku, z siedzibą w Hajfie. Firma produkuje drony Hermes 450, Hermes 900.